# Mercedes-AMG F1 W12 E Performance
Der Mercedes-AMG F1 W12 E Performance ist der Formel-1-Rennwagen von Mercedes für die Formel-1-Weltmeisterschaft 2021. Er ist insgesamt der 13. von Mercedes für den Einsatz in der Formel 1 konstruierte Rennwagen und wurde am 2. März 2021 präsentiert.
Die Bezeichnung F1 W12 E Performance steht für Mercedes F1, das bei Mercedes-Benz traditionell nummerierte W für Wagen sowie die beworbenenen Performance-Hybridfahrzeuge der Submarke AMG (E Performance).
Für die Entwicklung des Fahrzeugs zeichnete als Technischer Direktor erneut James Allison gesamtverantwortlich. Angetrieben wurde der Rennwagen von dem weiterentwickelten 1,6-Liter-V6-Turbo-Hybridmotor von Mercedes AMG HPP aus der Vorsaison.
Mit dem F1 W12 E Performance konnte das Mercedes-Werksteam den Konstrukteurstitel erneut verteidigen und prolongierte diese Rekordserie bereits im achten Jahr. Die technische Vorherrschaft der Vorjahre hatte das Team jedoch weitgehend eingebüßt. Lewis Hamilton verlor den Kampf um die Fahrer-WM beim kontrovers diskutierten Saisonfinale in Abu Dhabi knapp gegen Max Verstappen auf Red Bull. Mit dem Wagen gelangen insgesamt neun Grand-Prix-Siege, wovon acht durch Hamilton und einer durch Valtteri Bottas eingefahren wurde.

## Technik und Entwicklung
Der W12 ist das Nachfolgemodell des W11. Da das technische Reglement zur Saison 2021 weitgehend stabil blieb und die Regel-Epoche in die letzte Saison ging, beruht der Wagen auf dem gleichen aerodynamischen Grundkonzept mit geringer Anstellung und langem Radstand. Der W12 wurde von dem bewährten Technikerteam um John Owen, Eric Blandin und Mike Elliott unter der Leitung von Technikchef James Allison entwickelt.
Die offiziellen Vorsaison-Testfahrten fanden vom 12. bis 14. März 2021 in Bahrain statt.
Wie alle Formel-1-Fahrzeuge des Jahres 2021 ist der Mercedes-AMG F1 W12 E Performance ein hinterradangetriebener Monoposto mit einem Monocoque aus kohlenstofffaserverstärktem Kunststoff (CFK). Außer dem Monocoque bestehen auch viele weitere Teile des Fahrzeugs, darunter die Karosserieteile und das Lenkrad aus CFK. Auch die Bremsscheiben sind aus einem mit Kohlenstofffasern verstärkten Verbundwerkstoff.
Angetrieben wird der W12 vom Mercedes-AMG F1 M12 E Performance, einem in Fahrzeugmitte montierten 1,6-Liter-V6-Turbomotor von Mercedes AMG HPP sowie einem 120 kW starken Elektromotor, es ist also ein Hybridelektrokraftfahrzeug. Es handelte sich um die 2021er Ausbaustufe des seit 2014 verwendeten Formel-1-Motors von Mercedes. Die Kraft überträgt ein sequentielles, mit Schaltwippen betätigtes Achtganggetriebe. Die Power Unit wurde wie in den Vorjahren erneut in einigen Bereichen optimiert, wenn auch das Gesamtkonzept nicht verändert.
Die Gesamtbreite des Fahrzeugs beträgt 2000 mm, die Breite zwischen Vorder- und Hinterachse 1600 mm, die Höhe 950 mm. Der Frontflügel hat eine Breite von 2000 mm, der Heckflügel von 1050 mm sowie eine Höhe von 820 mm. Der Diffusor ist 175 mm hoch sowie 1050 mm breit. Der Wagen ist mit 305 mm breiten Vorderreifen und mit 405 mm breiten Hinterreifen des Einheitslieferanten Pirelli ausgestattet, die auf 13-Zoll-Rädern montiert sind.

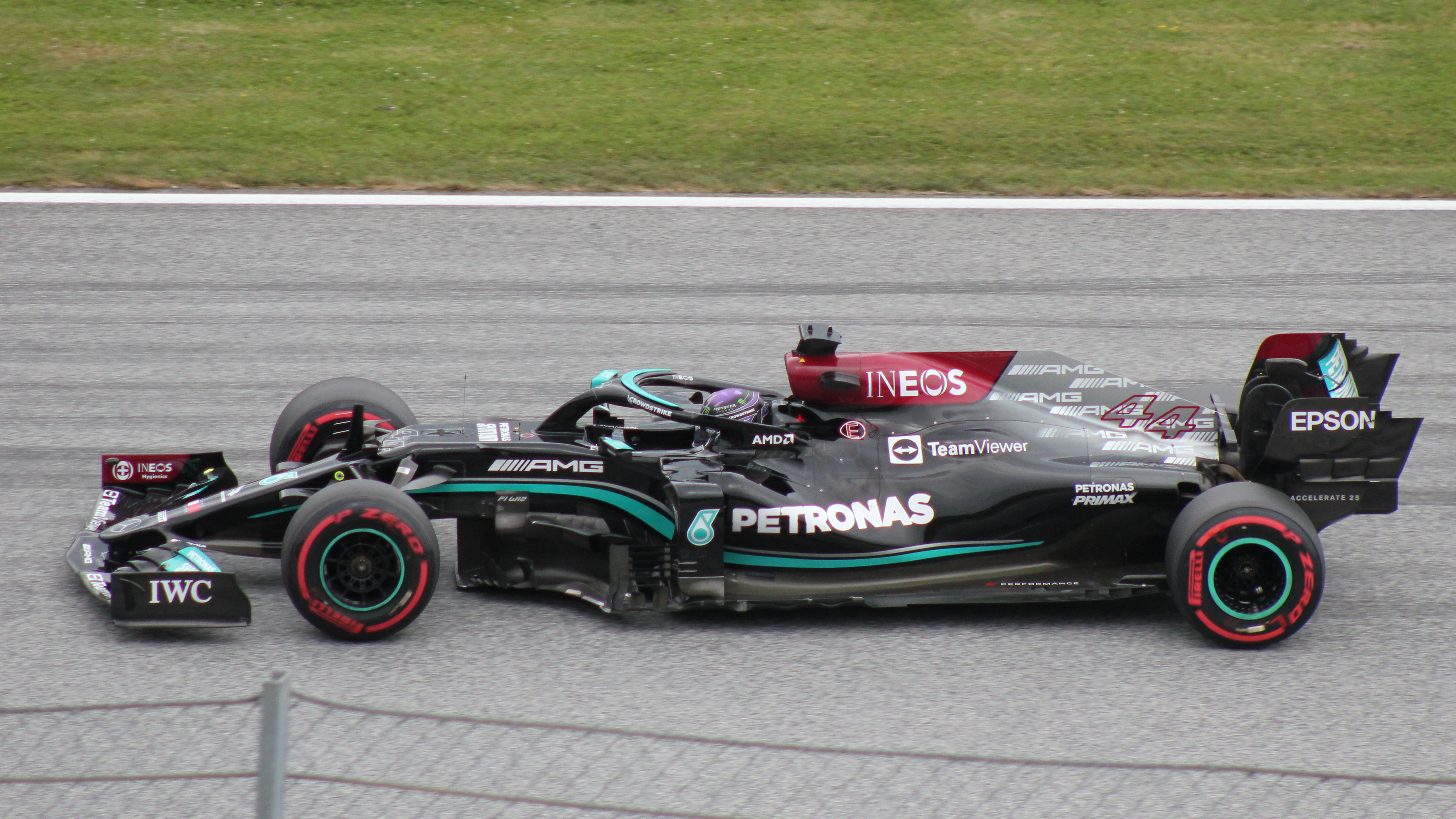
Der F1 W12 mit vergleichsweise geringer Anstellung des Hecks

Obwohl Mercedes mit dem W12 erfolgreich in die Saison startete, stellte sich heraus, dass das Team seinen Performancevorteil aus dem Vorjahr eingebüßt hatte, obwohl das Reglement weitgehend stabil blieb. Einzige erwähnenswerte Änderung waren neue Vorschriften zum Unterboden im Bereich vor den Hinterrädern, der hier in der Breite beschnitten wurde.
Möglicherweise sorgte diese neue Vorschrift bei Teams mit geringer Fahrzeuganstellung wie dem Mercedes für instabileren Anpressdruck auf der Hinterachse. Red Bull konnte die Regeländerung mit seinem traditionell steil angestellten Auto zunächst besser ausgleichen und war vor allem in der ersten Hälfte der Saison das meist schnellste Paket. Über die letztendlichen Auswirkungen der Änderung auf die verschiedenen Konzepte herrschte unter den Teams jedoch Dissens. Auch Aston Martin, mit gleichem Konzept wie Mercedes, fiel gegenüber dem Vorjahr deutlich zurück.
Zu dem britischen Grand Prix in Silverstone brachte Mercedes das letzte größere Updatepaket an den W12, mit dem der technische Rückstand auf Red Bull verkürzt werden sollte, da die Entwicklungskapazitäten nach der Sommerpause nahezu komplett auf das 2022er Auto verlagert werden mussten. Die technische Weiterentwicklung griff und spätestens mit weiteren kleineren Änderungen nach der Sommerpause entwickelte Mercedes den W12 wieder zum stärksten Gesamtpaket, mit dem Hamilton bis zum Saisonfinale um die WM kämpfen konnte. 
Der Rennwagen verfügte, wie alle Formel-1-Fahrzeuge seit 2011, über DRS und das seit 2018 vorgeschriebene Halo-System zum Schutz des Fahrers.

## Lackierung und Sponsoring
Der W12 E Performance ist wie der Vorgänger überwiegend in Schwarz lackiert, im Bereich der Motorabdeckung geht die Lackierung in Silber über mit roten AMG-Schriftzügen. Zusätzlich gibt es durch den Sponsor Petronas cyanfarbene sowie durch den Sponsor Ineos rote Farbakzente. 
Mit der Änderung zur dunklen Grundfarbe setzte das Team bereits im Vorjahr ein Statement gegen Rassismus und für mehr Diversität nach den Protesten infolge des Todes von George Floyd und behielt die Lackierung bei.
Es warben AMD, Crowdstrike, Epson, Ineos, Petronas, Pirelli, TeamViewer und Tommy Hilfiger auf dem Fahrzeug.

## Fahrer
Mercedes trat in der Saison 2021 erneut mit der Fahrerpaarung Lewis Hamilton und Valtteri Bottas an. Hamilton fuhr bereits seine neunte Saison für das Team, Bottas seine fünfte und letzte.
Die Stammpiloten des Formel E-Teams, Stoffel Vandoorne und Nyck de Vries, fungierten als Ersatzfahrer. Bei Überschneidungen mit deren Haupteinsätzen, stand Nico Hülkenberg zur Verfügung.

## Saisonverlauf
Mercedes startete mit drei Laufsiegen in Bahrain, Portimao und Barcelona zwar erfolgreich in die Saison, jedoch zeigte sich bereits im ersten Saisondrittel, dass insbesondere gegenüber Red Bull der Vorsprung aus der Vorsaison eingebüßt wurde.
Der Monaco-GP läutete eine schwächere Saisonphase ein, beim folgenden sechsten Saisonlauf in Baku blieb das Team gar punktlos. Die nachfolgenden drei Rennen in Frankreich und zweimal in Spielberg konnte Max Verstappen allesamt gewinnen und überholte Hamilton in der Fahrerwertung.

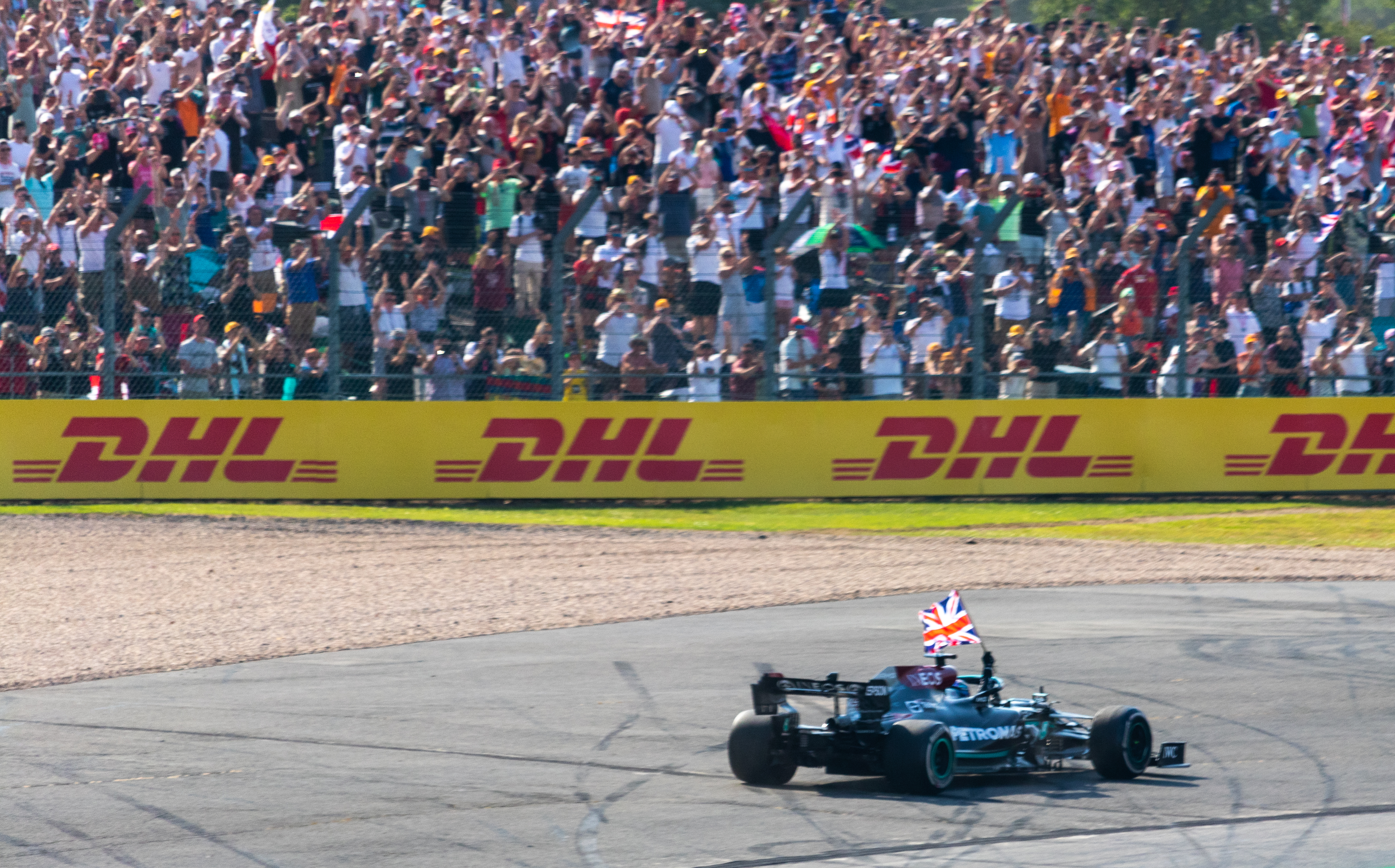
Lewis Hamilton feiert vor heimischem Publikum den GP-Sieg

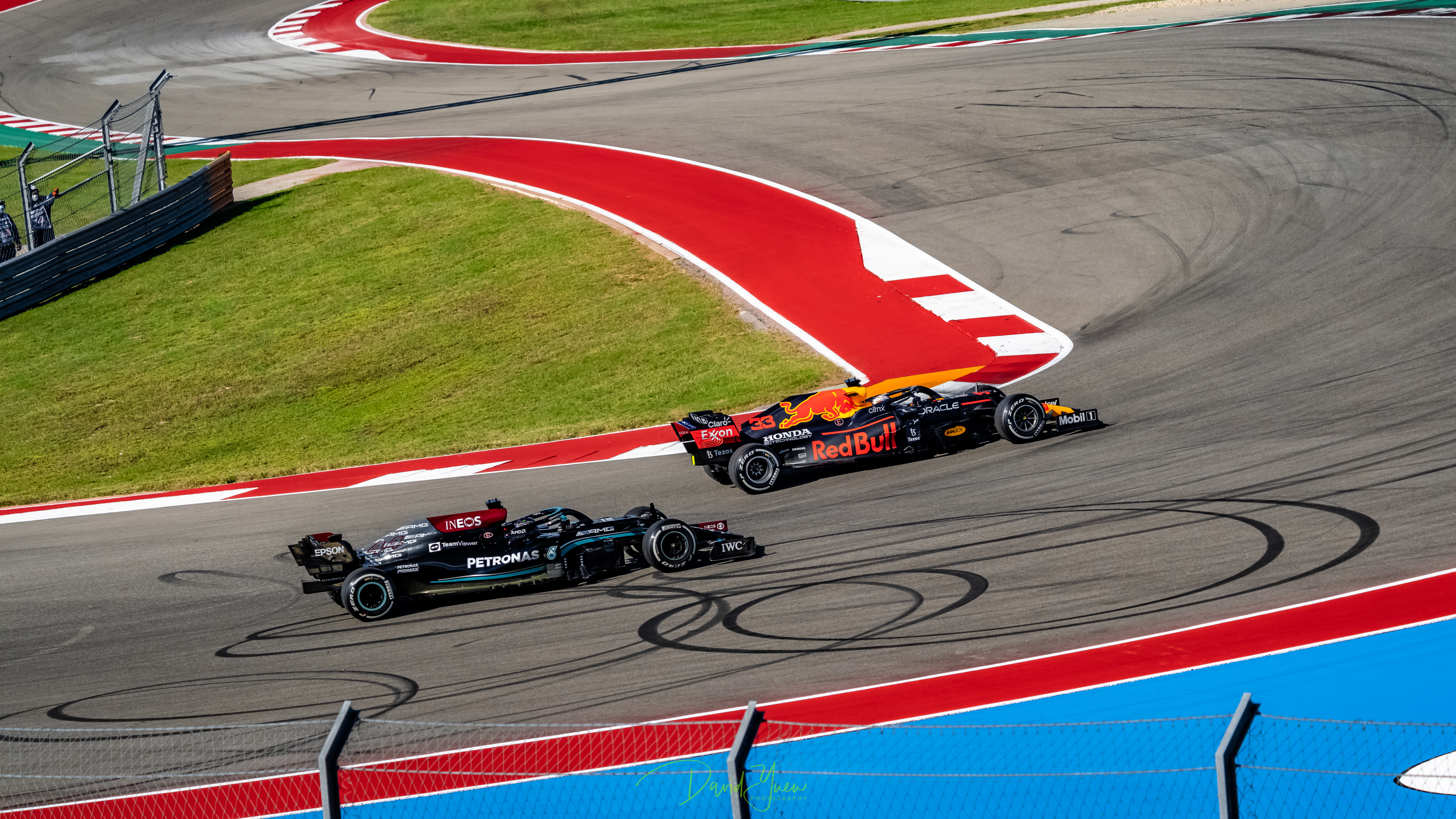
Verstappen vor Hamilton beim USA-GP in Austin

Beim britischen Grand Prix konterte Mercedes mit einem Upgradepaket am W12 und Hamilton entschied das Qualifying für sich. Im erstmals ausgetragenen Sprint-Qualifying am Samstag kam Verstappen für das Hauptrennen jedoch wieder vor. Noch in der ersten Runde startete Hamilton mehrere Manöver, ehe es zur Kollision kam und der Niederländer mit hohem Tempo abflog. Hamilton überstand den Zwischenfall ohne größeren Schaden und konnte das Rennen nach der Unterbrechung trotz einer 10-Sekunden-Strafe wegen der Kollision gewinnen.
Dies war der Auftakt zu einer auf und neben der Strecke stark umkämpften Saison, die von einer Vielzahl von Kontroversen und ereignisreicher Rennwochenenden geprägt war.
- In Budapest verbremste sich Valtteri Bottas unter nassen Bedingungen nach dem Start vor Kurve 1 und in direkter Folge kamen beide Red Bull von der Strecke ab. Perez fiel aus, Verstappen kam mit lädiertem Auto letztlich auf Rang 9. Hamilton konnte mit einem zweiten Rang jedoch nicht vollumfänglich profitieren.

- Der Belgien-GP ging als besondere Skurrilität in die Formel-1-Geschichte ein. Wegen starken Regens wurde das Rennen nach zwei Runden hinter dem Safety-Car abgebrochen, und die Fahrer in der Reihenfolge ihrer Qualifikationsplatzierungen mit halben Punkten gewertet: 12,5 Punkte für Verstappen, 7,5 Punkte für Hamilton.

- Ein weiterer Zwischenfall ereignete sich beim Italien-GP: Gegen den im Rennen vorn liegenden Mercedes von Hamilton wollte Verstappen nach dessen einzigem Boxenstopp seine vermeintlich letzte Überholchance nutzen, als beide in der ersten Schikane kollidierten und ineinander verkeilt im Kiesbett endeten. Verstappen wurde von der Rennleitung als Hauptschuldiger für das nachfolgende Rennen mit einer Startplatzstrafe belegt.[7]

Mit Siegen in den USA und Mexiko konnte sich Verstappen in der WM absetzen, sodass Hamilton angesichts von 19 Punkten Rückstand aus eigener Kraft nur noch mit Siegen in den ausstehenden vier Rennen Weltmeister werden konnte. 
- In São Paulo konterte Hamilton trotz mehrfacher Hürden. Nach dem Qualifying wurde er aufgrund einer zu großen DRS-Öffnung des Heckflügels zunächst für den Sprint ans Ende des Feldes gesetzt.[8] Nachdem er im Sprint auf Rang 5 vorfahren konnte, musste er infolge eines Wechsels von Motorenteilen im Vorfeld des Wochenendes für das Hauptrennen erneut fünf Plätze zurück. Das Rennen konnte Hamilton am Ende schließlich trotzdem im direkten Duell gegen Verstappen für sich entscheiden.

- In Jeddah kam es in der Schlussphase eines insgesamt turbulenten Rennens mit mehreren Unfällen und Neutralisationen zu einem weiteren Zwischenfall der WM-Kontrahenten, bei dem Hamilton auf Verstappen auffuhr, als beide versuchten, am Messpunkt für die folgende DRS-Gerade knapp hinten zu liegen. Letztlich konnten beide weiterfahren und Hamilton das Rennen vor Verstappen gewinnen.

Nach diesem Rennen gingen die beiden WM-Kontrahenten nach Punkten gleichauf in das Saisonfinale nach Abu Dhabi. Direkt nach dem Start überholte Hamilton den von Pole-Position gestarteten Verstappen und führte das Rennen in der Folge an. Kurz vor Rennende nutzte Verstappen ein Safety Car für den Wechsel auf frische Soft-Reifen. Infolge einer kontroversen Handhabung der Regularien zum Ende einer Safety Car-Phase seitens der Rennleitung, konnte Verstappen Hamilton auf dem deutlich frischeren Rad in der letzten Runde des Rennens noch überholen und wurde damit Weltmeister. Hätten sich – nach üblichem Procedere – zunächst alle überrundeten Autos zeitintensiv zurückgerundet, wäre das Rennen in der Reihenfolge Hamilton/Verstappen neutralisiert hinter dem Safety Car beendet worden. Zudem wurde die Safety Car-Phase beendet, bevor die fünf sich zurückrundenen Autos wieder aufgeschlossen hatten.
Im Anschluss an das Rennen protestierte Mercedes aufgrund dieser Handhabung der Safety Car-Regeln offiziell gegen das Rennergebnis. Der Protest scheiterte nach Prüfung der Rennkommissare vor Ort. Von einer Berufung und weiteren sportgerichtlichen Schritten sah Mercedes auch im Sinne des Sports ab.
Mercedes gewann die Konstrukteurswertung mit 613,5 Punkten auf Rang eins vor Red Bull (585,5 Punkte). Lewis Hamilton wurde mit 387,5 Punkten Vizeweltmeister. Der Rückstand auf Verstappen betrug nach 22 Rennen und drei Sprint-Events acht Zähler. Valtteri Bottas sammelte 226 Punkte und wurde in seiner letzten Saison als Mercedes-Werksfahrer Dritter in der Fahrerwertung.

## Ergebnisse
| Fahrer                          | Nr.                             | 1 | 2   | 3 | 4 | 5   | 6  | 7 | 8 | 9 | 10 | 11  | 12 | 13 | 14  | 15 | 16 | 17 | 18 | 19 | 20  | 21 | 22 | Punkte | Rang |
| ------------------------------- | ------------------------------- | - | --- | - | - | --- | -- | - | - | - | -- | --- | -- | -- | --- | -- | -- | -- | -- | -- | --- | -- | -- | ------ | ---- |
| Formel-1-Weltmeisterschaft 2021 | Formel-1-Weltmeisterschaft 2021 |   |     |   |   |     |    |   |   |   |    |     |    |    |     |    |    |    |    |    |     |    |    | 613,5  | 1    |
| L. Hamilton                     | 44                              | 1 | 2   | 1 | 1 | 7   | 15 | 2 | 2 | 4 | 12 | 2   | 3  | 2  | DNF | 1  | 5  | 2  | 2  | 1  | 1   | 1  | 2  | 613,5  | 1    |
| V. Bottas                       | 77                              | 3 | DNF | 3 | 3 | DNF | 12 | 4 | 3 | 2 | 3  | DNF | 12 | 3  | 3   | 5  | 1  | 6  | 15 | 31 | DNF | 3  | 6  | 613,5  | 1    |

| Legende  | Legende            | Legende                                                          |
| Farbe    | Abkürzung          | Bedeutung                                                        |
| -------- | ------------------ | ---------------------------------------------------------------- |
| Gold     | –                  | Sieg                                                             |
| Silber   | –                  | 2. Platz                                                         |
| Bronze   | –                  | 3. Platz                                                         |
| Grün     | –                  | Platzierung in den Punkten                                       |
| Blau     | –                  | Klassifiziert außerhalb der Punkteränge                          |
| Violett  | DNF                | Rennen nicht beendet (did not finish)                            |
| Violett  | NC                 | nicht klassifiziert (not classified)                             |
| Rot      | DNQ                | nicht qualifiziert (did not qualify)                             |
| Rot      | DNPQ               | in Vorqualifikation gescheitert (did not pre-qualify)            |
| Schwarz  | DSQ                | disqualifiziert (disqualified)                                   |
| Weiß     | DNS                | nicht am Start (did not start)                                   |
| Weiß     | WD                 | zurückgezogen (withdrawn)                                        |
| Hellblau | PO                 | nur am Training teilgenommen (practiced only)                    |
| Hellblau | TD                 | Freitags-Testfahrer (test driver)                                |
| ohne     | DNP                | nicht am Training teilgenommen (did not practice)                |
| ohne     | INJ                | verletzt oder krank (injured)                                    |
| ohne     | EX                 | ausgeschlossen (excluded)                                        |
| ohne     | DNA                | nicht erschienen (did not arrive)                                |
| ohne     | C                  | Rennen abgesagt (cancelled)                                      |
| ohne     | keine WM-Teilnahme |                                                                  |
| sonstige | P/fett             | Pole-Position                                                    |
| sonstige | 1/2/3/4/5/6/7/8    | Punktplatzierung im Sprint-/Qualifikationsrennen                 |
| sonstige | SR/kursiv          | Schnellste Rennrunde                                             |
| sonstige | *                  | nicht im Ziel, aufgrund der zurückgelegten Distanz aber gewertet |
| sonstige | ()                 | Streichresultate                                                 |
| sonstige | unterstrichen      | Führender in der Gesamtwertung                                   |

## Galerie

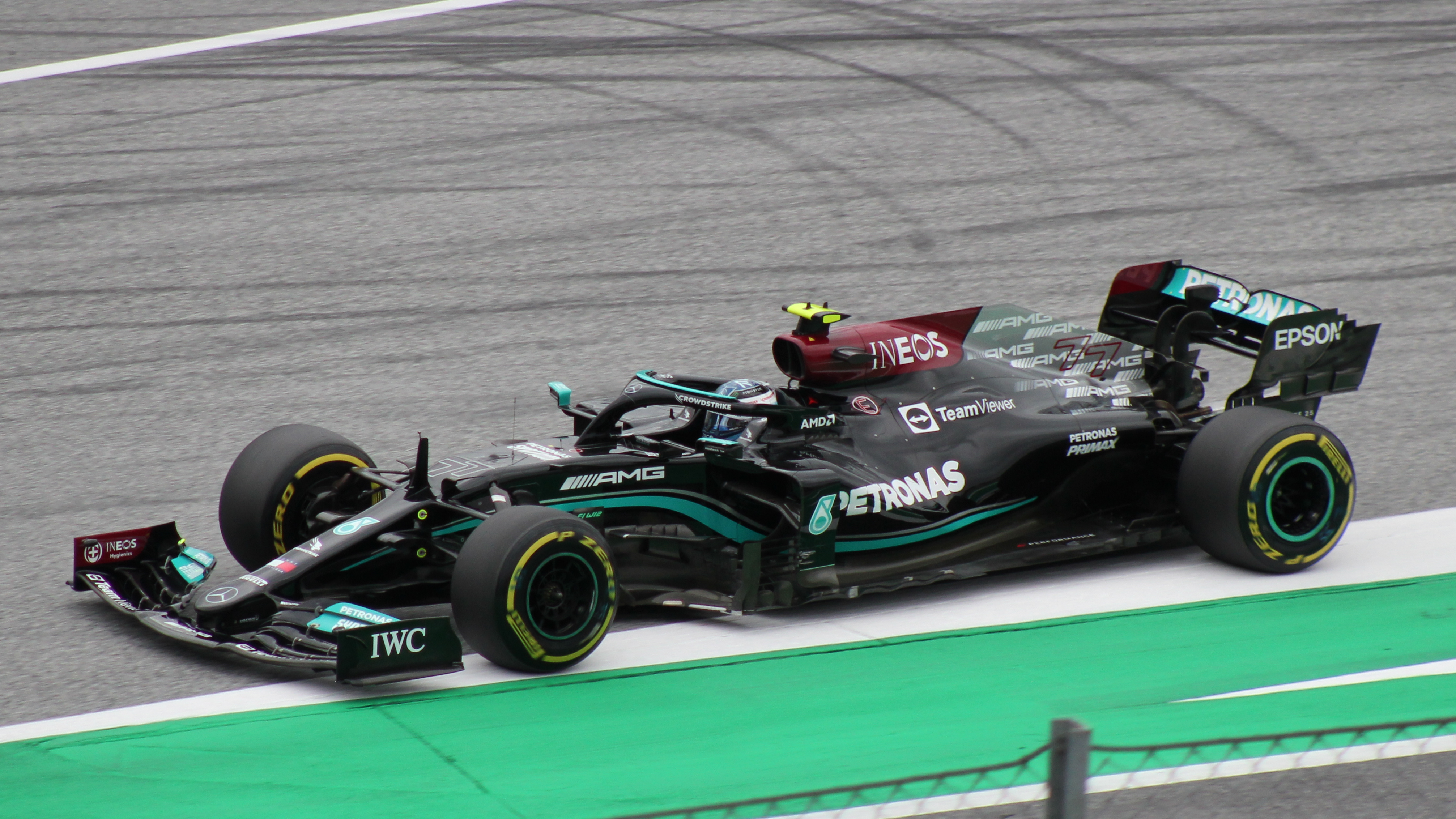
Bottas im Mercedes F1 W12 E Performance beim Österreich-GP
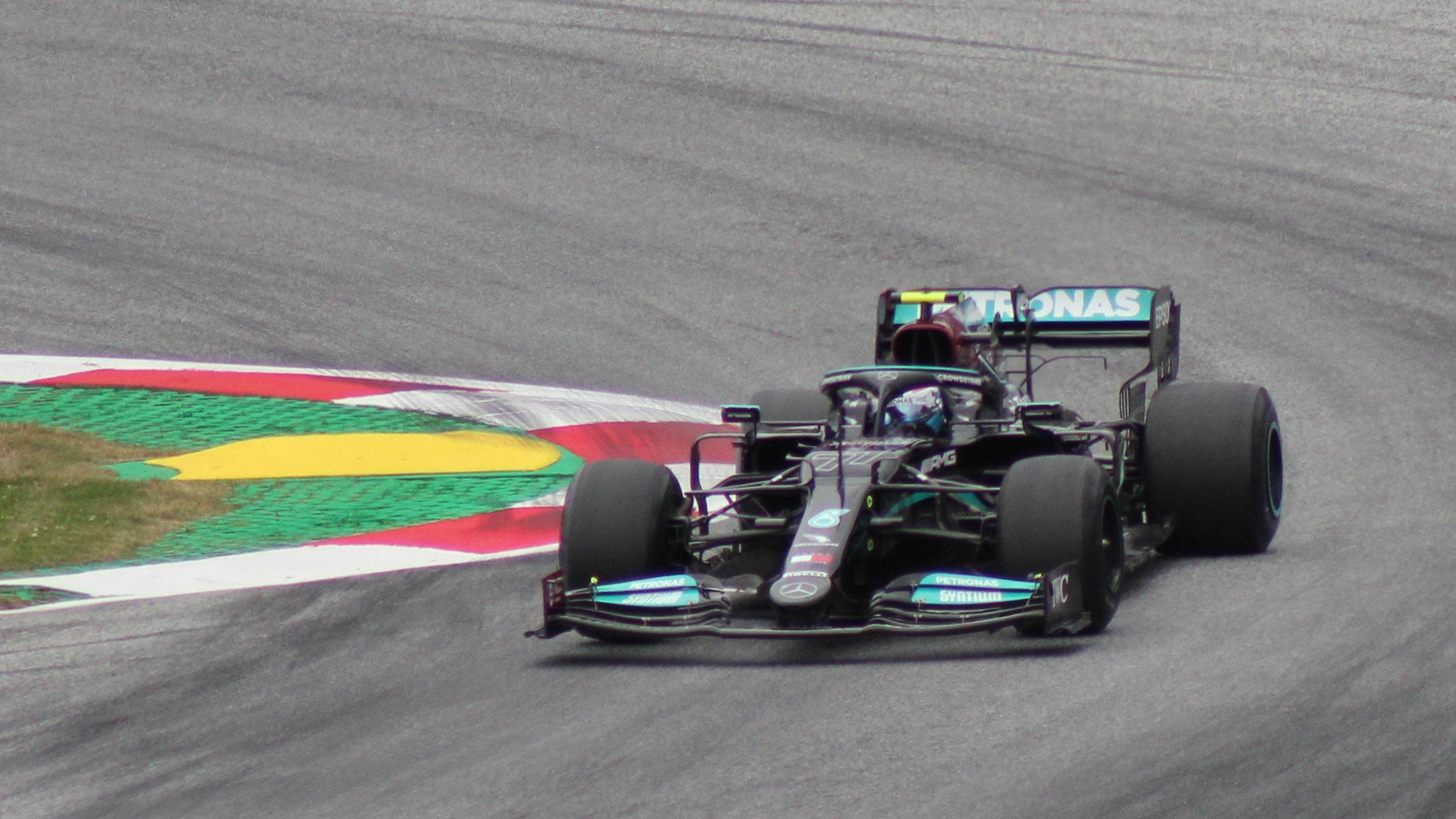
Frontansicht des W12
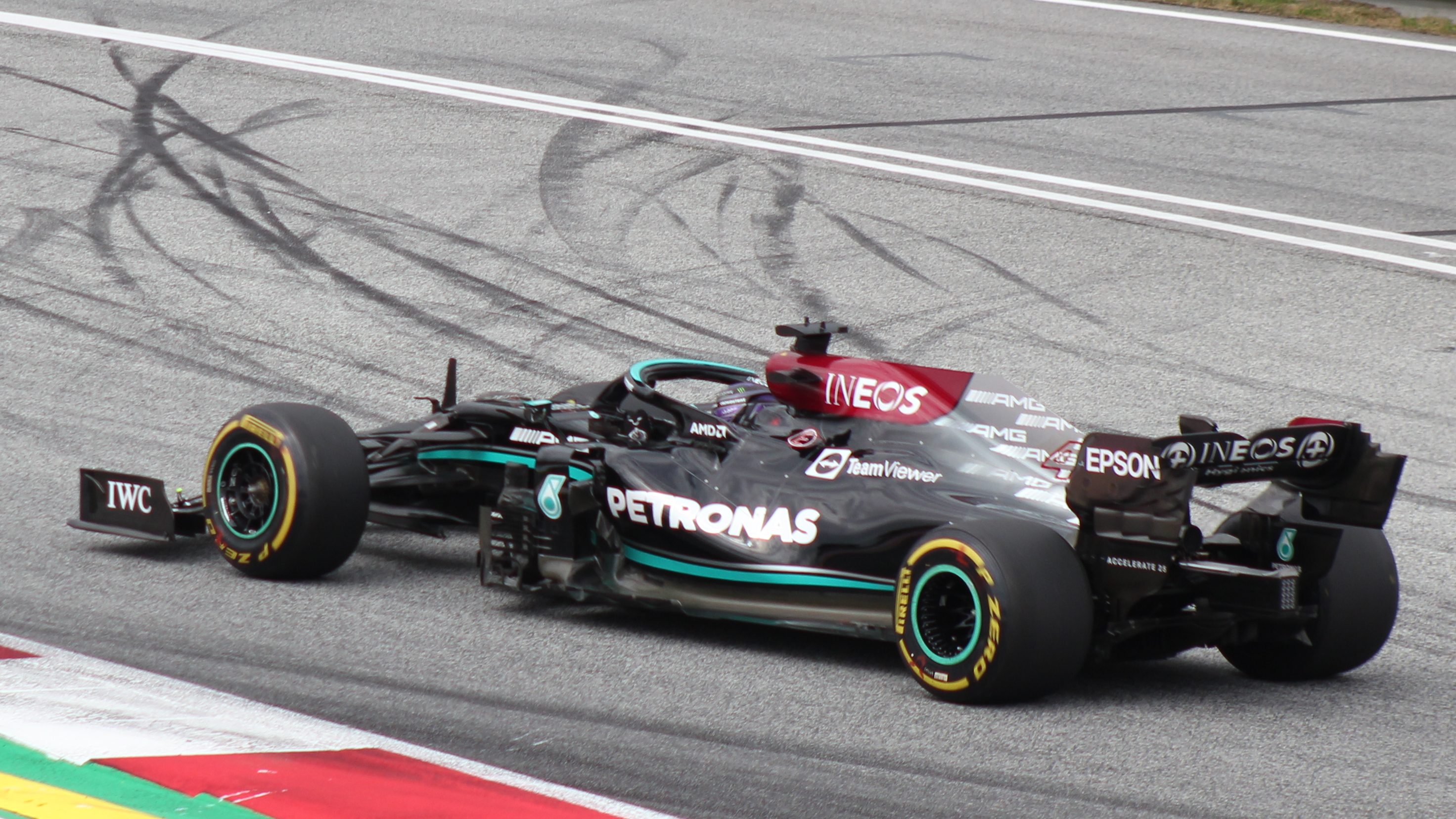
Heckansicht des W12
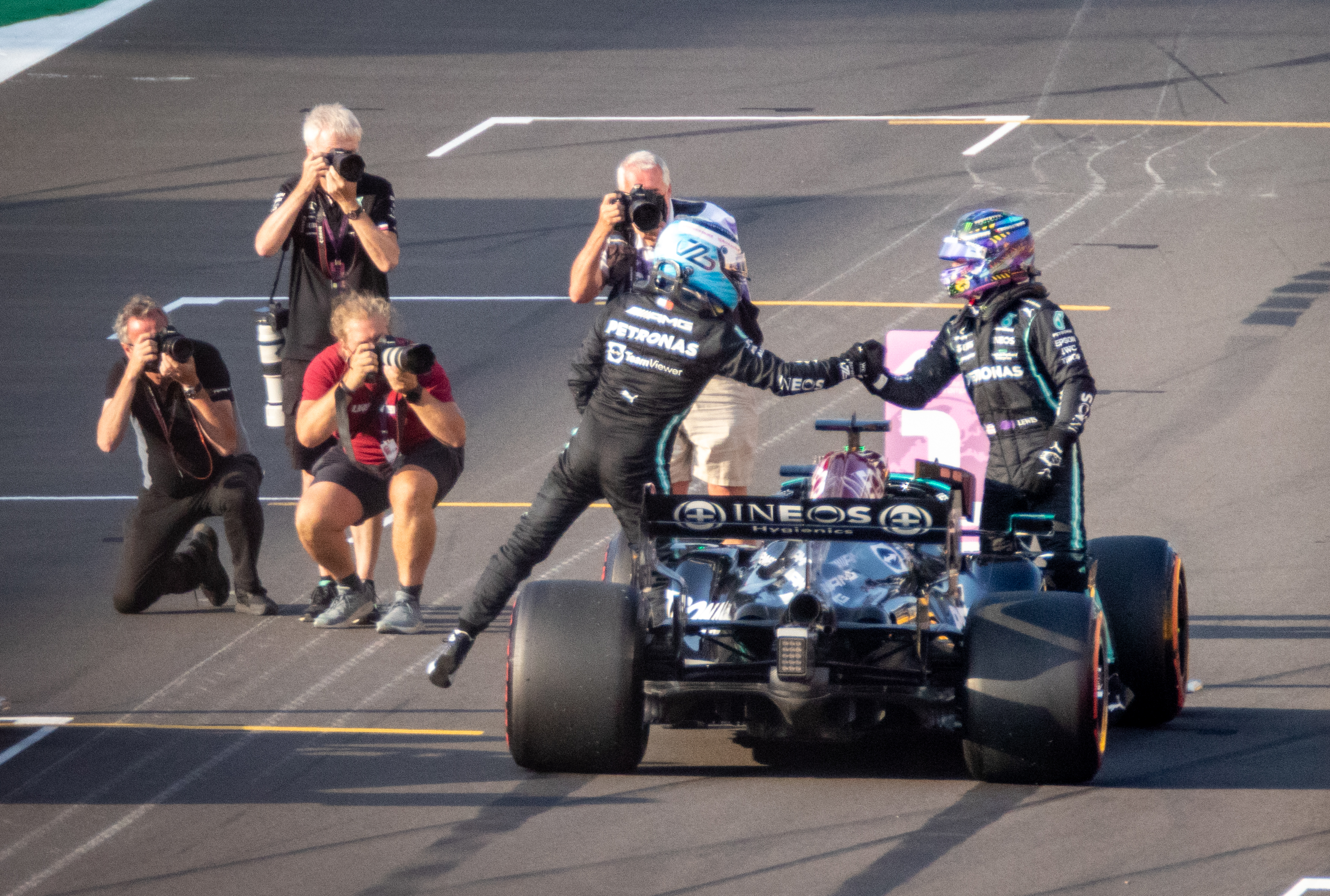
Bottas und Hamilton nach dem Rennen in Silverstone
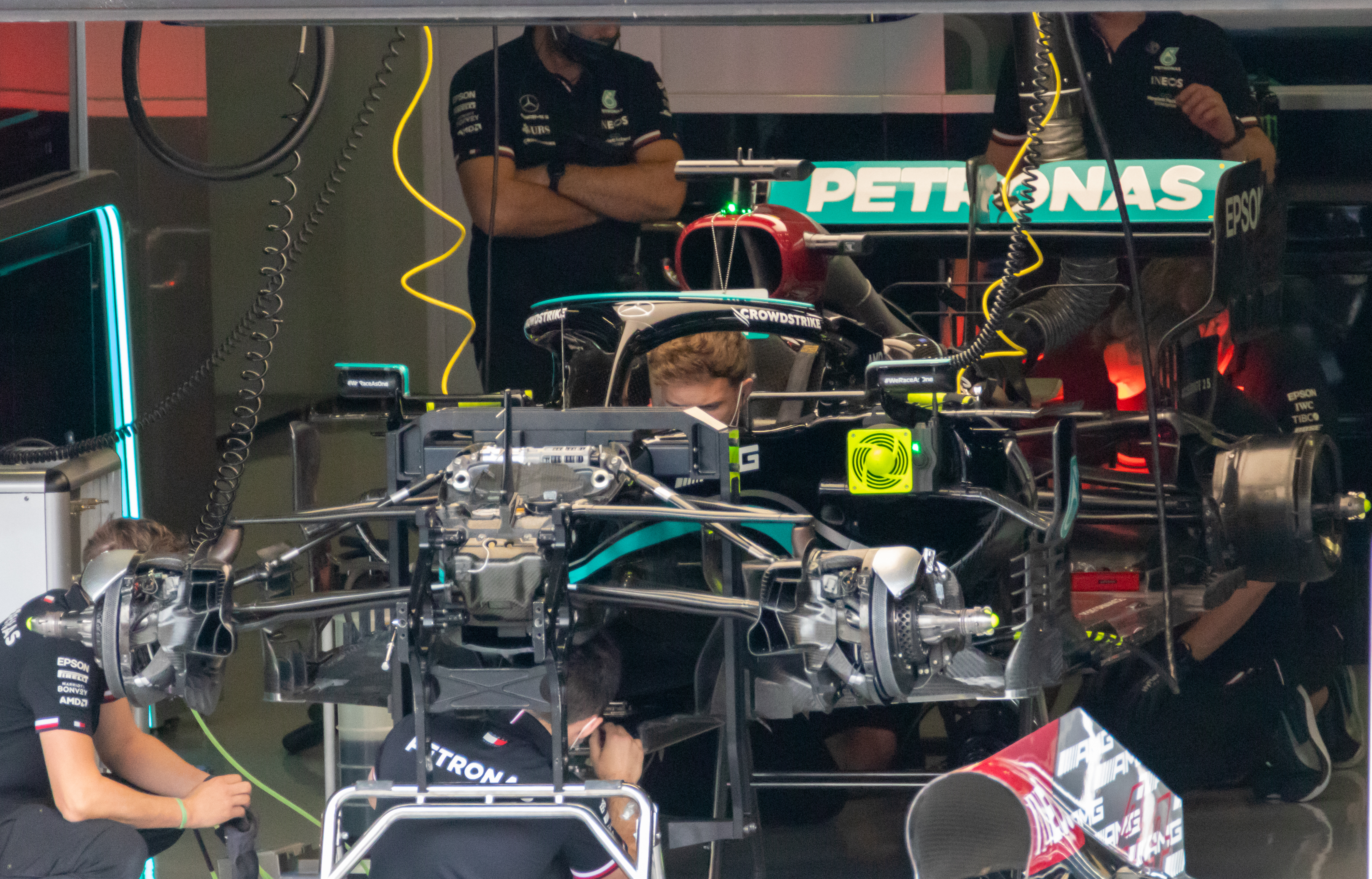
F1 W12 beim britischen Grand Prix in der Mercedes-Garage
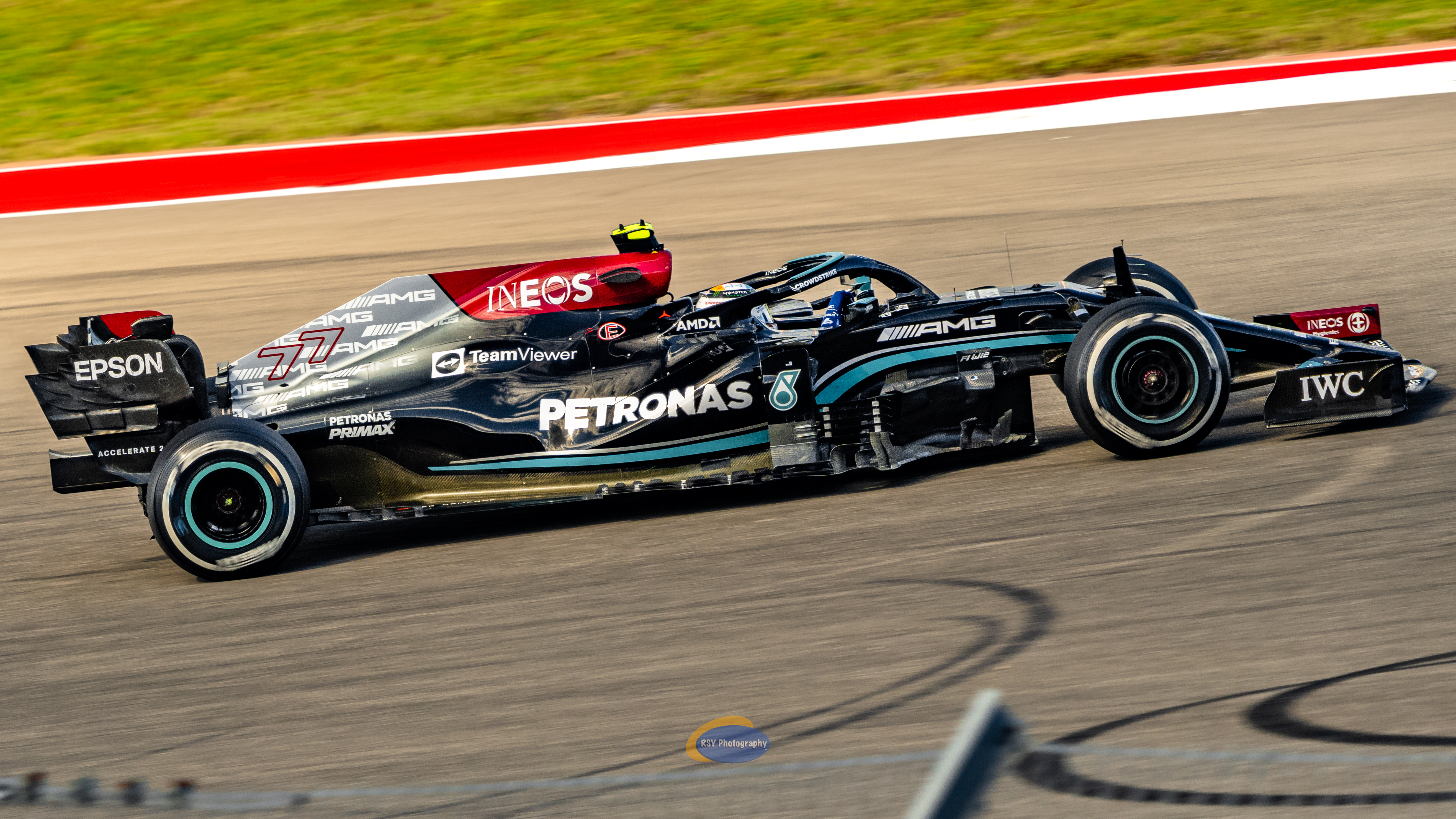
Der F1 W12 beim US-GP im letzten Saisondrittel in den Händen von Valtteri Bottas
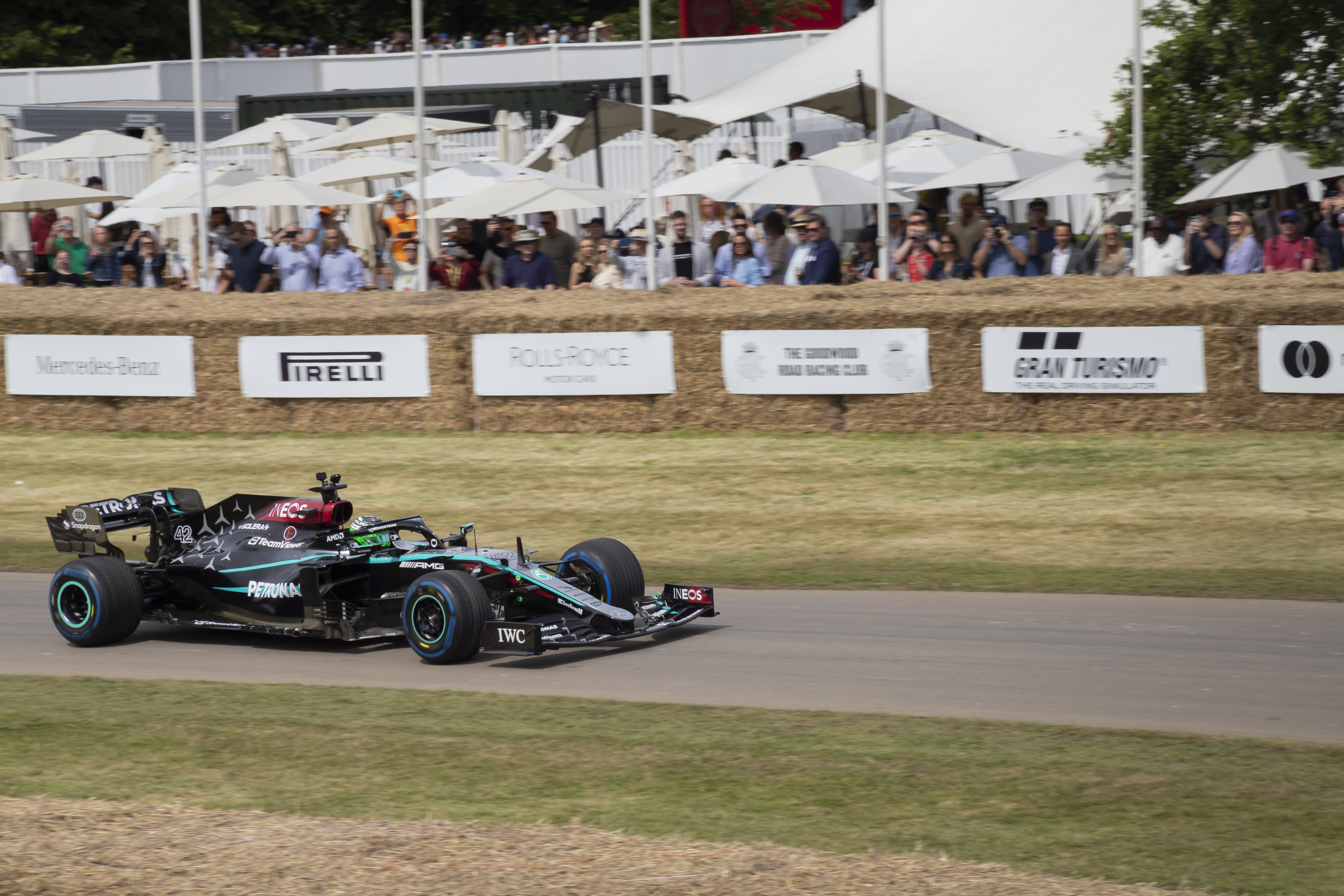
F1 W12 beim Goodwood Festival 2024 im Farbdesign des W15